# Kyuwia zuria
Kyuwia zuria är en stekelart som beskrevs av Pinto och George 2004. Kyuwia zuria ingår i släktet Kyuwia och familjen hårstrimsteklar.
Artens utbredningsområde är:
- Ghana.
- Guinea.
- Elfenbenskusten.
- Kenya.
- Nigeria.
- Uganda.

Inga underarter finns listade i Catalogue of Life.